# کارل اسلوور
کارل اسلووِر (انگلیسی: Karl Slover؛ ‏ ۲۱ سپتامبر ۱۹۱۸ – ۱۵ نوامبر ۲۰۱۱) بازیگر اسلواکی‌تبار اهل ایالات متحده آمریکا بود. وی بین سال‌های ۱۹۳۷ تا ۲۰۰۹ میلادی فعالیت می‌کرد و یکی از بازیگران نقش «مانچکین» در جادوگر شهر از بود. تنها سه بازیگر دیگر نقش «مانچکین‌ها» (جری مارن، مارگرت پلگرینی و روت دوچینی) در زمان مرگ اسلووِر در سن ۹۳ سالگی، زنده بودند.
کارل اسلووِر در سنین پایین به کوتاه‌قامتی هیپوفیزی (ناشی از کمبود کمبود هورمون رشد) مبتلا شد و قدش در سن هشت سالگی در حدود ۶۱ سانتی‌متر بود. کوتاه‌قامتی در خانوادهٔ او ارثی نبود. قد پدرش ۱۹۸ سانتی‌متر و قد مادرش فقط چند سانتی‌متر کوتاهتر بود. پدر اسلوور تمام تلاش خود را کرد تا اسلوور را قدبلندتر کند، از جمله اینکه او را به مجارستان برد تا پزشکان با نصب ابزارهای کششی روی بازوها و پاهای او، قدش را بلند کنند.
از فیلم‌هایی که وی در آن‌ها نقش داشته‌است، می‌توان به پرورش بیبی، کله‌پوک‌ها، جادوگر شهر از، تعطیلی ازدست‌رفته، نمایش روزانه و سرگرمی امشب (برنامه تلویزیونی) اشاره نمود.